# Ostre rozsiane zapalenie mózgu i rdzenia
Ostre rozsiane zapalenie mózgu i rdzenia (ang. Acute Disseminated Encephalomyelitis ADEM) – autoimmunologiczna demielinizacyjna choroba mózgu bardzo podobna do stwardnienia rozsianego (SM), które zazwyczaj jest chroniczną nawracającą i cofającą się chorobą młodych dorosłych, podczas gdy ADEM jest zazwyczaj jednofazową chorobą dzieci. Nieprawidłowe wyniki badań immunoglobulin w płynie mózgowo-rdzeniowym są znacznie rzadsze w ADEM niż w SM. W ADEM występuje uszkodzenie mózgu, które jest rzadkie w stwardnieniu rozsianym. ADEM zwykle występuje po zakażeniu z gorączką albo szczepieniu (Szczepionki starszej generacji mogły to powodować - konkretnie szczepionka na wściekliznę, jako że była pozyskiwana bezpośrednio z tkanek zwierzęcych. Aktualnie nie wykazano zwiększonego ryzyka ADEM u osób szczepionych. ). U części chorych z początkowym rozpoznaniem ADEM, diagnozuje się później jednak stwardnienie rozsiane. Śmiertelność wynosi 5% i większość przeżywających posiada co najmniej małą niepełnosprawność.
Mglistość rozdziału między ADEM i SM sugeruje kontinuum, w skład którego miałyby wchodzić także zapalenie nerwu wzrokowego, poprzeczne zapalenie rdzenia, zespół Devica. Z innej strony ADEM zlewa się z różnymi zapaleniami mózgu, chorobami zapalnymi naczyń, innymi jednofazowymi chorobami poinfekcyjnymi jak ostra afazja móżdżkowa. Kolejna płynna granica jest z zespołem Guillaina-Barrégo objawiająca się zespołem Millera-Fishera i encefalomieloradikuloneuropatią.

## Epidemiologia
Dorośli stanowią mniej niż 3% chorych. Ponad 80% chorych dzieci ma mniej niż 10 lat. Średnia wieku zachorowania na ostre rozsiane zapalenie mózgu i rdzenia wynosi 5–8 lat. Proporcja chłopców do dziewcząt wynosi 1,3:1. ADEM i rzuty SM wykazują taką samą sezonowość z maksimum w lutym i marcu oraz minimum w lipcu i sierpniu. Od 65–85% zachorowań jest między październikiem a marcem. Zachorowalność u białych jest 6 razy większa niż u czarnych.
U 85–93% chorych objawy występują od 1–20 dni po zakażeniu, w ponad 94% z gorączką, lub po szczepieniu (3–6%). Zakażenia te, przypuszczalnie wirusowe, na ogół zajmują drogi oddechowe lub przewód pokarmowy. Na ogół chorzy częściowo lub całkowicie wracają do zdrowia po infekcji zwiastującej z chwilą ataku ADEM, który jest gwałtowny u 95% chorych. Wprowadzenie szczepień gł. przeciwko odrze zmniejszyło śmiertelność ADEM.

## Objawy
- Zmiany osobowości u 65–85% chorych: drażliwość i apatia są często pierwszymi objawami, a także zmęczenie, dezorientacja.
- Zmiany świadomości w tym śpiączka 65–75%
- Osłabienie 50–75%
- Ból głowy 46–65%
- Niezborność 35–60%
- Gorączka prawie u połowy chorych
- Porażenie nerwu czaszkowego 35–50%
- Odczyn oponowy 20–30%
- Zapalenie nerwu wzrokowego 10–30%
- Napady padaczkowe 25%
- Zaburzenia sensoryczne 15–20%

Psychiczne i psychiatryczne zaburzenia, ataki padaczkowe i porażenie nerwu czaszkowego są znacząco rzadsze na początku SM i u dorosłych z ADEM niż u dzieci z ADEM.

## Diagnostyka
Liczba trombocytów jest podwyższona u znaczącej liczby dzieci. Stężenie podstawowego białka mieliny w płynie mózgowo-rdzeniowym jest często podwyższone.
Tomografia komputerowa wykrywa nieprawidłowości o niskiej gęstości u ponad połowy chorych. Rezonans magnetyczny ujawnia zmiany o silnym sygnale u 80–90% chorych. U 90% chorych dzieci zmiany są charakterystycznie odśrodkowe przy połączeniu istoty szarej, położonej głębiej w korze, z podkorową istotą białą. Takie zmiany obserwuje się u mniej niż 40% dorosłych z ADEM, u których wielu jest później diagnozowanych z SM. Zmiany w ADEM mają rozmyte brzegi i są znacznie bardziej zróżnicowane w porównaniu do zmian w SM o wyraźnych brzegach. Co najmniej 90% zmian ulega wzmocnieniu po zastosowaniu kontrastu (gadolinu). Wzmocnienie to jest zazwyczaj jednolite i umiarkowane w przeciwieństwie do płytek demielinizacyjnych w SM, które często różnią się stopniem wzmocnienia kontrastu. Początkowo u niektórych chorych obraz rezonansu jest prawidłowy, a staje się charakterystyczny dla ADEM po kilku tygodniach, mimo że chorzy wykazują poprawę.
Elektroencefalografia często wykazuje zaburzenia normalnego rytmu snu.

## Leczenie
Aby zmniejszyć zapalenie standardowo stosuje się wysokie dawki kortykosterydów. W przypadku braku efektów stosuje się m.in. immunoglobuliny wykazujące większą skuteczność w połączeniu z kortykosterydami.

## Rokowanie
Leczenie dzieci jest szybsze, a brak gorączki jest związany z gorszymi wynikami leczenia. Stopień wyzdrowienia jest niezależny od ciężkości choroby. Najmniejszy jest u chorych:
- poniżej 2 lat,
- z zapaleniem rdzenia,
- ze znaczącym obrzękiem mózgu lub rdzenia.

Ryzyko rozwoju SM w ciągu 10 lat wynosi 25% i jest wyższe w przypadku gdy ADEM było:
- bez gorączki,
- bez zmian osobowości,
- bez choroby zwiastującej lub szczepienia,
- bez ogólnego zwolnienia EEG.
- z nieprawidłowymi wynikami immunologicznymi płynu mózgowo-rdzeniowego.

## ADEM iSM
Chociaż zarówno w ADEM, jak i SM zachodzi autoimmunologiczna demielinizacja, to różnią się one w wielu aspektach klinicznych, genetycznych, obrazowania i histopatologicznych. Niektórzy autorzy uważają, że SM i jej pograniczne postacie stanowią spektrum chorób różniące się tylko przewlekłością, ciężkością i przebiegiem klinicznym, podczas gdy inni uważają je za dyskretnie odmienne choroby.

## Eksperymentalne alergiczne zapalenie mózgu i rdzenia
Eksperymentalne alergiczne zapalenie mózgu i rdzenia (EAE) jest zwierzęcym modelem zapalenia i demielinizacji ośrodkowego układu nerwowego, często używanym w celu zbadania możliwości leczenia SM. Ostre monofazowe zachorowanie na EAE jest znacznie bardziej podobne do ADEM niż SM.